# John Coburn
John Coburn (Ingham (Queensland), 23 september 1925 – Sydney, 7 november 2006) was een Australisch abstract kunstschilder. Hij was daarnaast ook bekend om zijn wandtapijten. 

## Levensloop
Op dertienjarige leeftijd bezocht John Coburn The Art Gallery of NSW, waar hij werd geïnspireerd door een werk van Arthur Streeton. Vanaf toen wilde Coburn ook schilder worden.
In Sydney leerde hij de basis van het schilderen. Daar werd hij ook geïnspireerd door werken van Matisse, Rothko and Picasso.
In de Tweede Wereldoorlog vocht Coburn voor het Australische leger. Na de oorlog studeerde hij in 1950 af aan de National Art School in Sydney. 
Nadat hij een aantal opdrachten heeft gehad en prijzen had gewonnen, ging hij terug naar de National Art School om daar voor tien jaar te werken als leerkracht. Daar leerde hij ook de kunst van het tapijtwerken. 
Aan het eind van de jaren vijftig werd Coburn rooms-katholiek. Vanaf toen werden zijn werken meer religieus. Daardoor won hij meer prijzen (zie hieronder), en werd bekend in de katholieke wereld en het Vaticaan.     
Om zijn vaardigheden in het tapijtweven te verbeteren verhuisde John Coburn halverwege de jaren zestig naar Aubusson, het centrum van de wandtapijten in de wereld, om daar workshops te volgen. 
In 1972 kreeg hij de grootste opdracht uit zijn carrière. Hij mocht twee grote tapijten, The Curtains of the Sun and Moon, voor het Sydney Opera House maken.  
Een aantal grote galerieën in Australië stelt zijn werken nu nog tentoon. Naast de tapijten in het Sydney Opera House hangen er ook werken van Coburn in het John F. Kennedy Center for the Performing Arts in Washington D.C. en in het Vaticaan.
John Coburn overleed op 81-jarige leeftijd in een verpleegtehuis.

## Prijzen
Coburn won de Blake Prize for Religious Art, een belangrijke Australisch religieuze prijs in de kunst in 1960 en 1977.
Ook won hij de eerste prijs in de Bathurst Regional Art Show.